# Stig Bugge Jensen
Stig Bugge Jensen (født 9. september 1992) er en dansk håndboldspiller som spiller for Aalborg Håndbold i Håndboldligaen. Stig startede med at spille back, men blev senere hen højre fløj.
Stig Jensen startede sin karriere i håndboldklubben NFH, som ligger i Nykøbing Falster, hvorefter han flyttede til Team Sydhavsøerne. Derefter skrev han kontrakt med TMS Ringsted, som han i 2013 skiftede ud til fordel for Aalborg Håndbold.
Stig har desuden optrådt for U18-, U20- og U21-landshold. Han har også været med til ungdoms-OL hvor han var med til at vinde sølv.